# Kōraku-en
Pour l’article homonyme, voir Koishikawa Kōrakuen pour le jardin situé à Tōkyō.

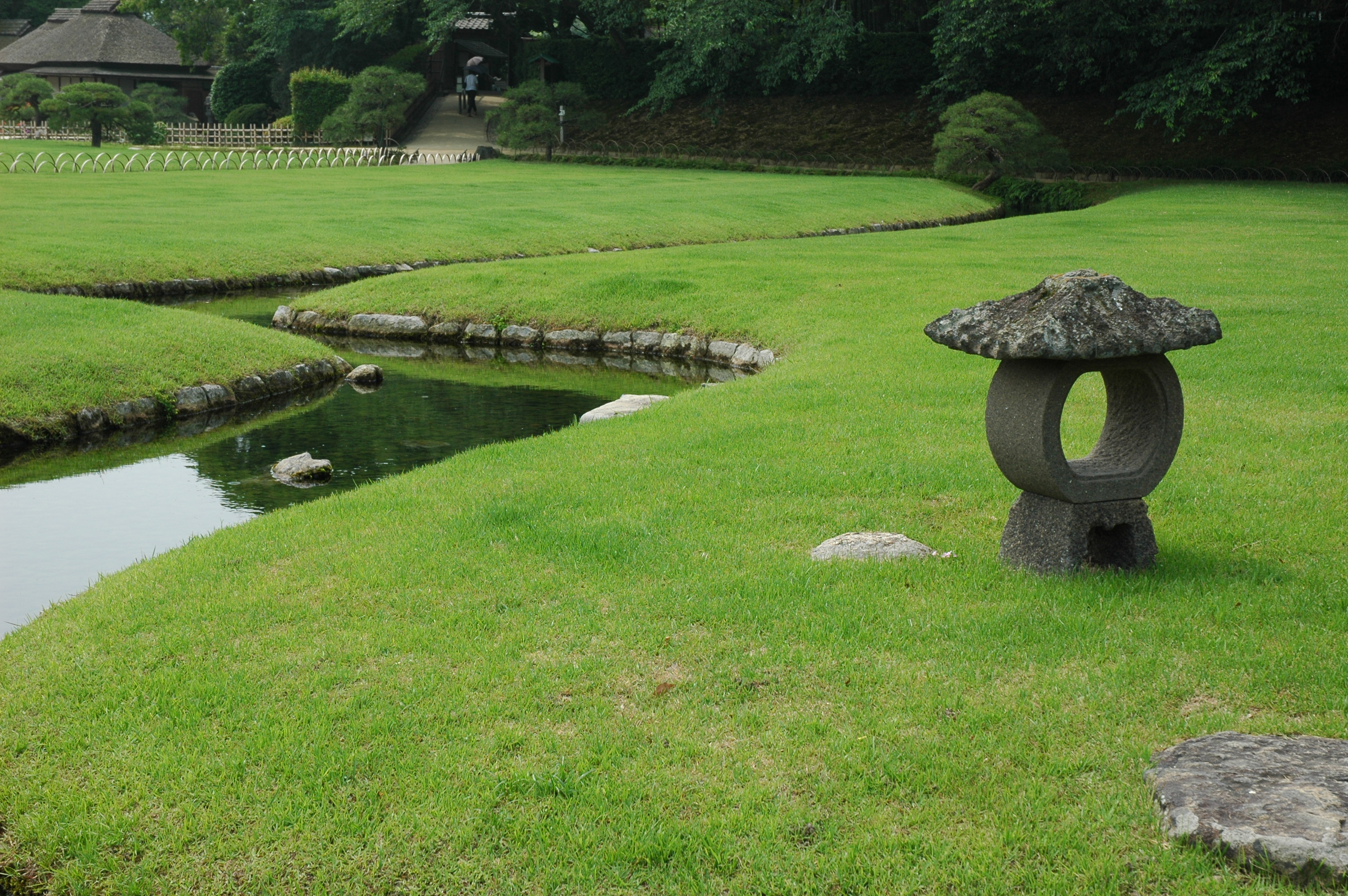
Kōraku-en.

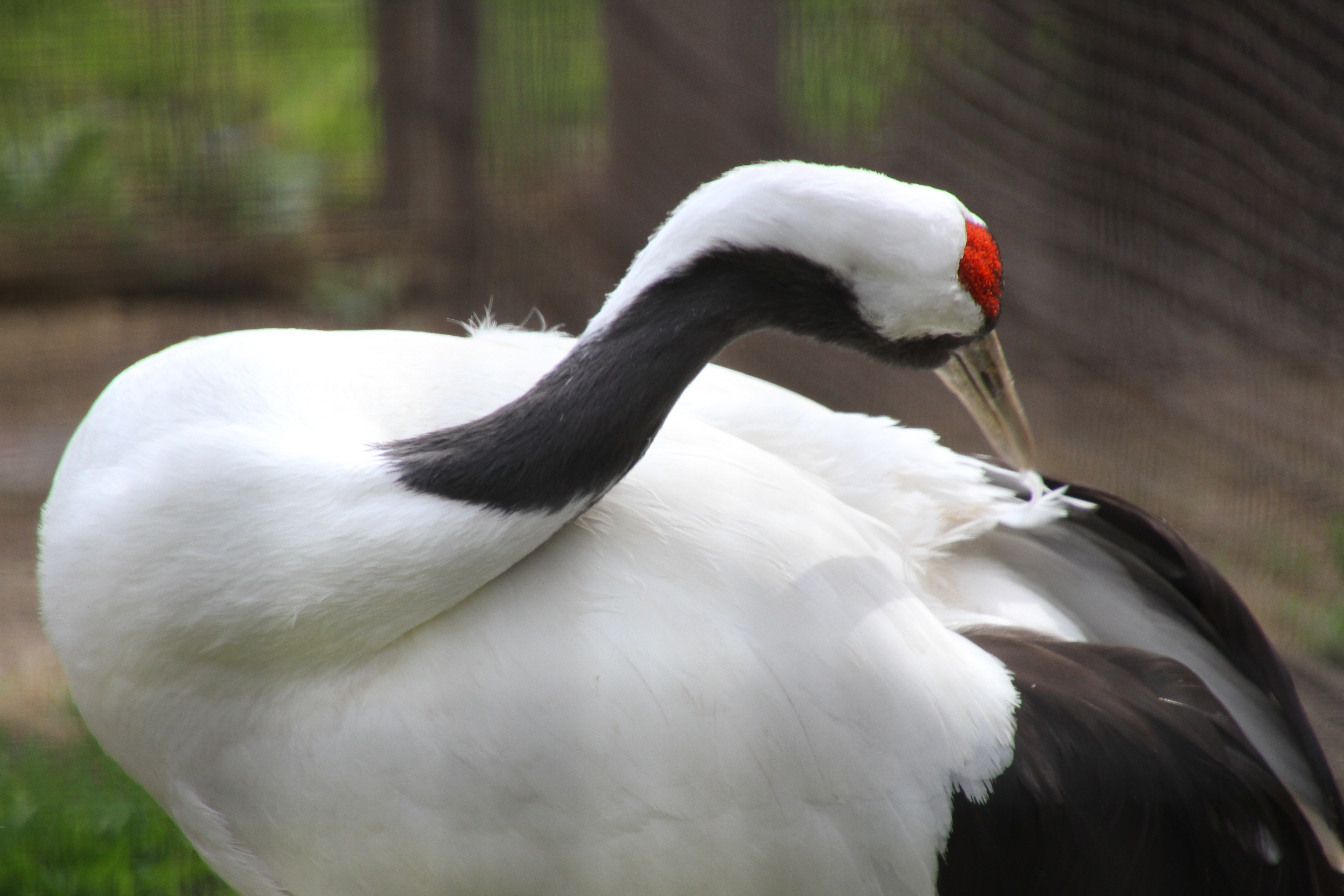
Grue du Japon.

Le Kōrakuen ou Kōraku-en (後楽園) est un jardin japonais situé à Okayama, au sud de l'île de Honshū. Ce jardin de promenade (kaiyūshiki teien) est un des trois jardins les plus célèbres du Japon (三名園, Sanmeien), avec Kenroku-en à Kanazawa et Kairaku-en à Mito.
Le Kōraku-en a été construit en 1700 à la demande de Ikeda Tsunamasa, daimyo d'Okayama. Il a pris sa forme actuelle en 1863.

## Emplacement
Le jardin Kōraku se trouve sur un banc de sable au milieu du fleuve Asahi, qui traverse la ville d'Okayama. Une dérivation de celui-ci traverse le jardin en suivant plusieurs méandres, forme un étang, puis se jette dans une petite chute d'eau.
Le château d'Okayama (岡山城, Okayama-jo) se trouve en face du jardin. Sa silhouette noire, qui lui a valu le surnom de « château-corbeau » (鴉城, U-jo), est visible depuis de nombreux points du jardin.

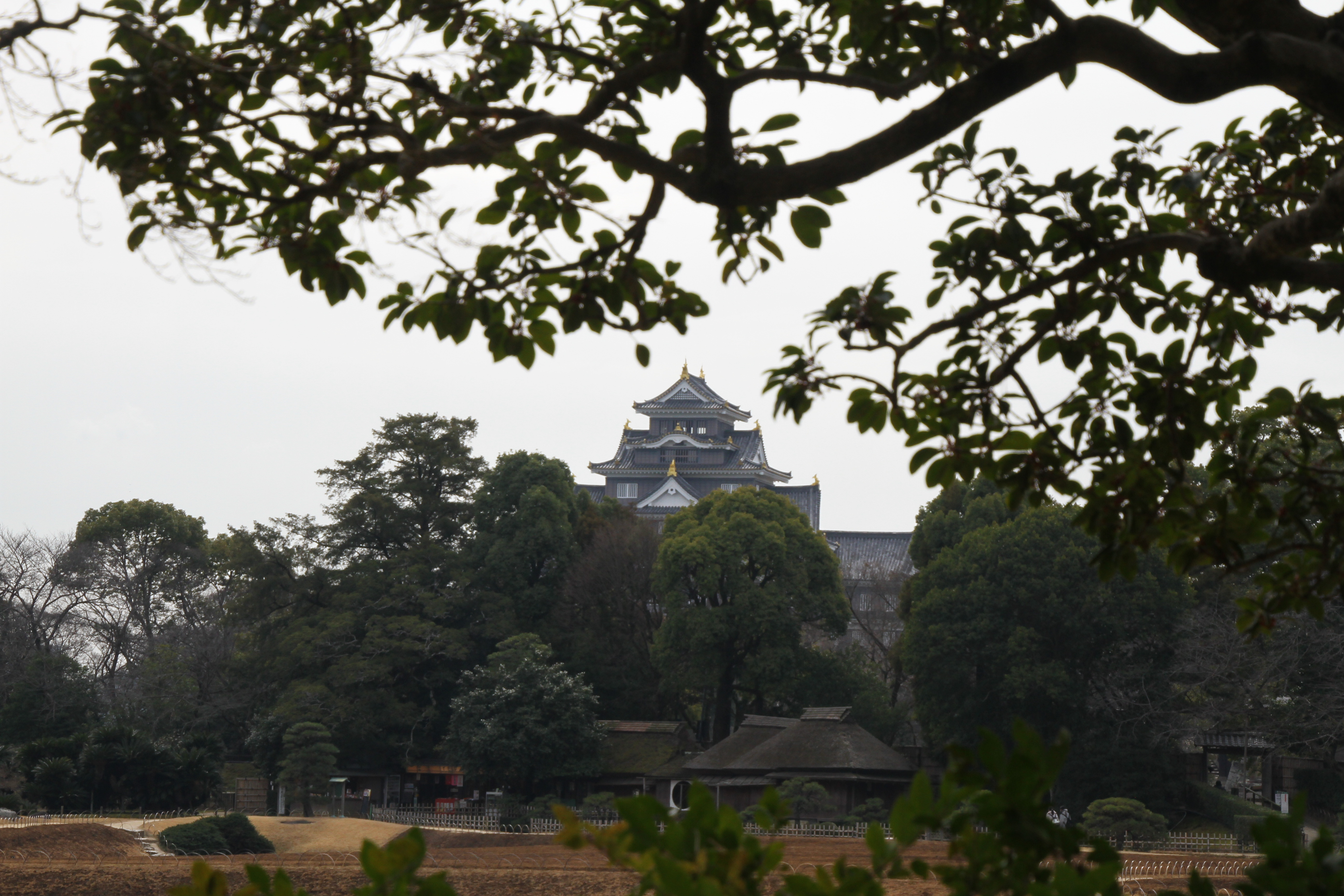
Le château domine le jardin.
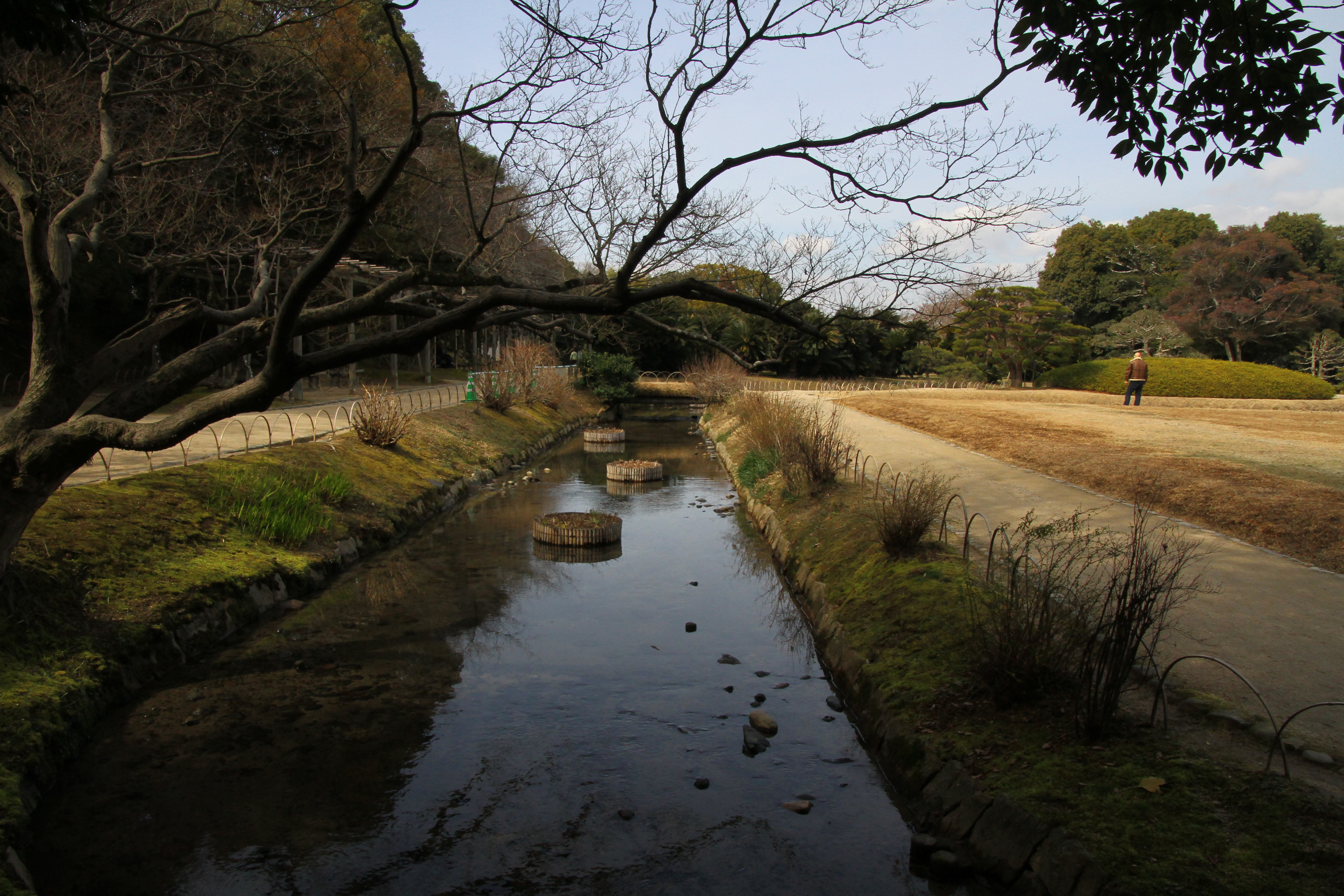
Le canal.
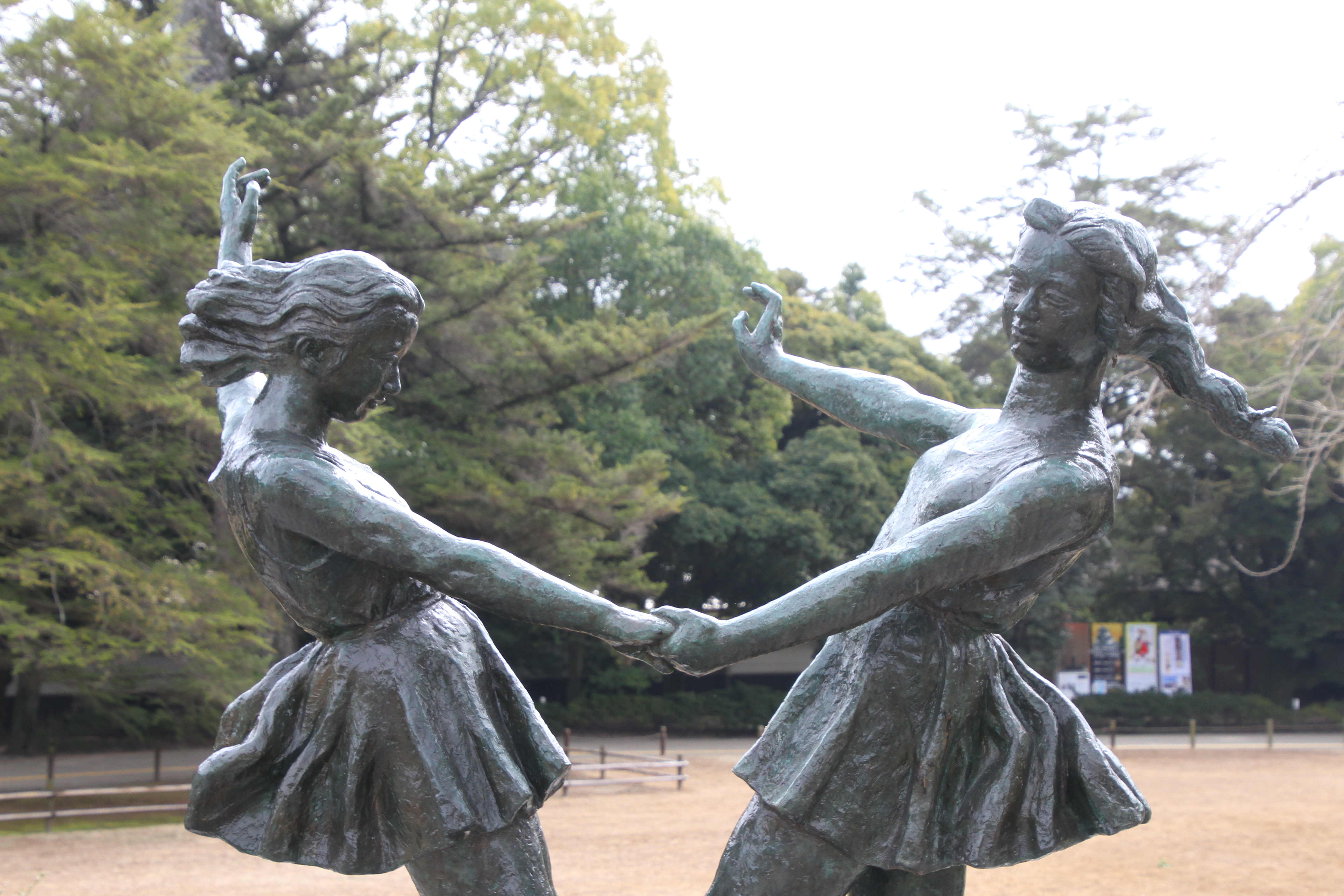
Scène au sein du jardin.

## Histoire
En 1687, Tsunamasa Ikeda ordonne à Nagatada Tsuda de commencer la construction du Kōraku-en ; la construction se termine en 1700. Le jardin a conservé son aspect d'origine, à l'exception de quelques modifications effectuées par les daimyos successifs.
Le Kōraku-en est l'un des rares jardins dont on connaît avec précision l'évolution au cours de l'histoire, en raison des nombreuses peintures de l'époque Edo qui le représentent, des archives de la famille Ikeda et des documents conservés. Le jardin servait de lieu de repos pour les daimyos, où ils accueillaient aussi leurs visiteurs importants. La population était autorisée à visiter le jardin à certaines dates. En 1884, la préfecture d'Okayama devient propriétaire de Kōraku-en et le jardin est ouvert au public. Il subit d'importants dégâts lors des inondations de 1934, puis lors de bombardements en 1945, à la fin de la Seconde Guerre mondiale. Il est restauré à partir des documents conservés depuis l'époque d'Edo.
En mars 1922, le jardin paysager est classé site historique, monument naturel et lieu de beauté pittoresque,.

## Nom
Le nom « Kōrakuen », littéralement « jardin de la réjouissance ultérieure », fait référence à un passage d'un texte chinois, le Gakuyoro-ki de Hanchuen, où il est mentionné qu'un souverain doit être le premier à se soucier, avant son peuple, et le dernier à se réjouir, après son peuple. Le Koishikawa Kōrakuen de Tōkyō est nommé d'après ce même principe.

## Lieux remarquables
- Pavillon Enyo-tei (延養亭?) : utilisé comme résidence du daimyo quand il visitait le jardin, ce pavillon occupe le centre du site, et offre une vue sur plusieurs autres lieux, dont Sawa-no-ike, la colline Yuishinzan, et le mont Misao au loin.
- Scène nō (能舞台?) : Tsunamasa Ikeda était féru de nō, et lui-même acteur talentueux. Il a laissé une impressionnante collection de costumes à sa mort. Les habitants de la ville étaient parfois autorisés à visiter la scène. La scène actuelle a été reconstruite après la Seconde Guerre mondiale.
- Colline Nishiki-ga-oka (二色が岡?) : les plans d'origine comprenaient des cerisiers sakura fleurissant au printemps, et des érables momiji rougissant en automne. Ils ont été remplacés par des cyprès hinoki après la guerre. De nombreux oiseaux sauvages fréquentent ces arbres, ce qui est inhabituel pour une grande ville.
- Lac Kayo-no-ike (花葉の池?) : à l'est du lac se trouvent les chutes Kayo-no-taki. Sur la rive sud-ouest se trouve Odateishi, un rocher qui aurait été cassé en quatre-vingt-dix fragments, amené à Kōrakuen, et reconstruit sur place pendant l'ère Genroku. Des lotus daimyo[Quoi ?] fleurissent à proximité en juillet-août.
- Sanctuaire Jizo-do (地蔵堂?) : c'est un des six sanctuaires du jardin. Il se trouve sur Nishiki-ga-oka.
- Vestiges du quai Ofuna-iri-ato (御舟入跡?) : c'est sur ce quai qu'arrivait le daimyo en bateau. Le site est maintenant entouré de bambous.
- Pavillon de thé Renchi-ken (廉池軒?) : on raconte qu'il s'agissait du pavillon de thé préféré de Tsunamasa Ikeda. Il offre une vue magnifique sur le lac.
- Colline Yuishinzan (唯心山?) : cette colline artificielle de six mètres offre une vue panoramique du jardin tout entier, spectaculaire lorsque les azalées sont en fleurs.
- Pavillon Ryuten (流店?) : des petits cailloux multicolores parsèment le lit du ruisseau qui traverse le bâtiment. Son apparence est épurée ; c'était un lieu de repos pour le daimyo quand il visitait le jardin.
- Pont Yatsuhashi (八橋?) : des iris sont plantés tout le long du pont, en référence aux Huit Ponts des poèmes azumakudari des Contes d'Ise.

## Galerie

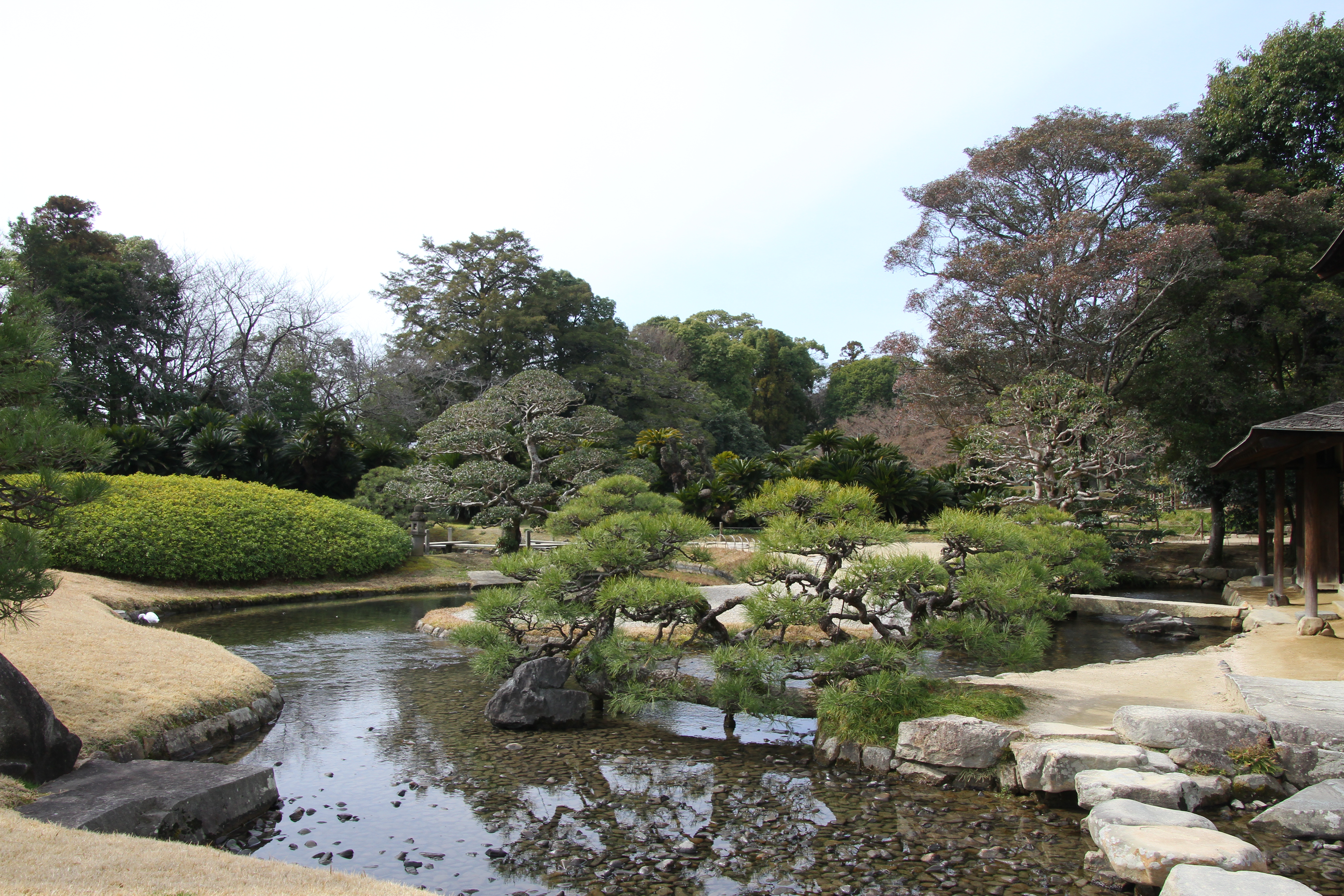
Plan d'eau.
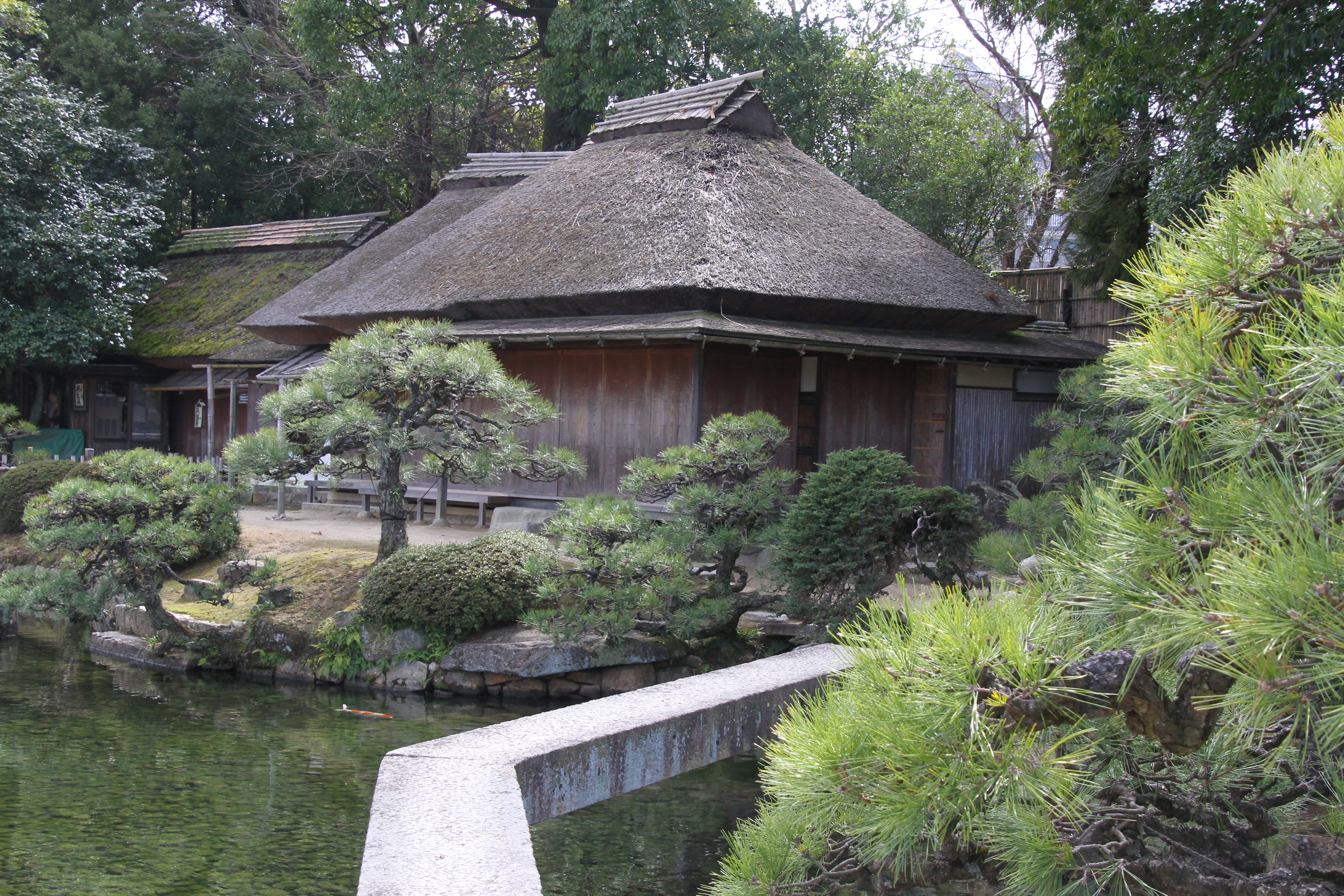
Bâtiments.
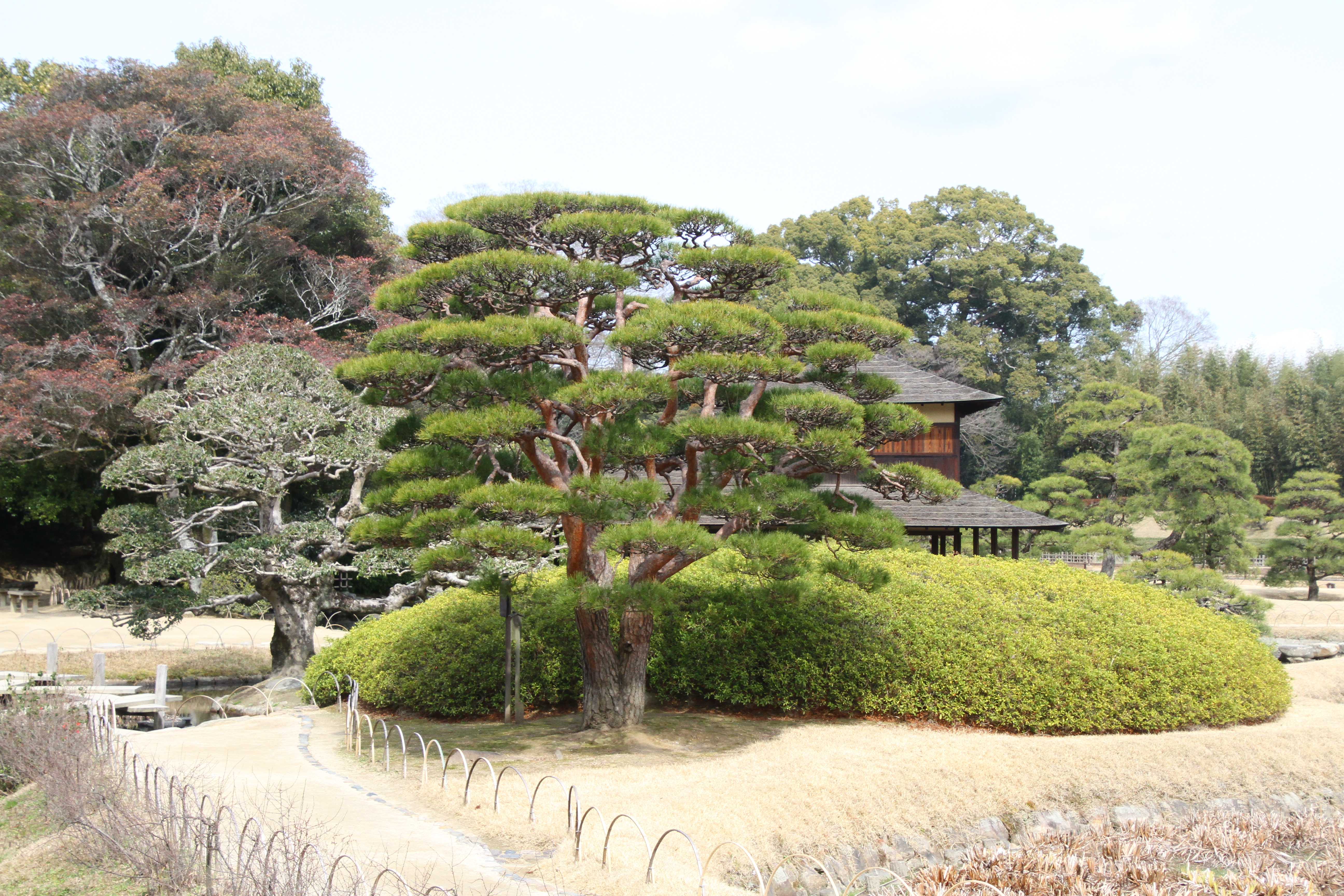
Scène paysagère.
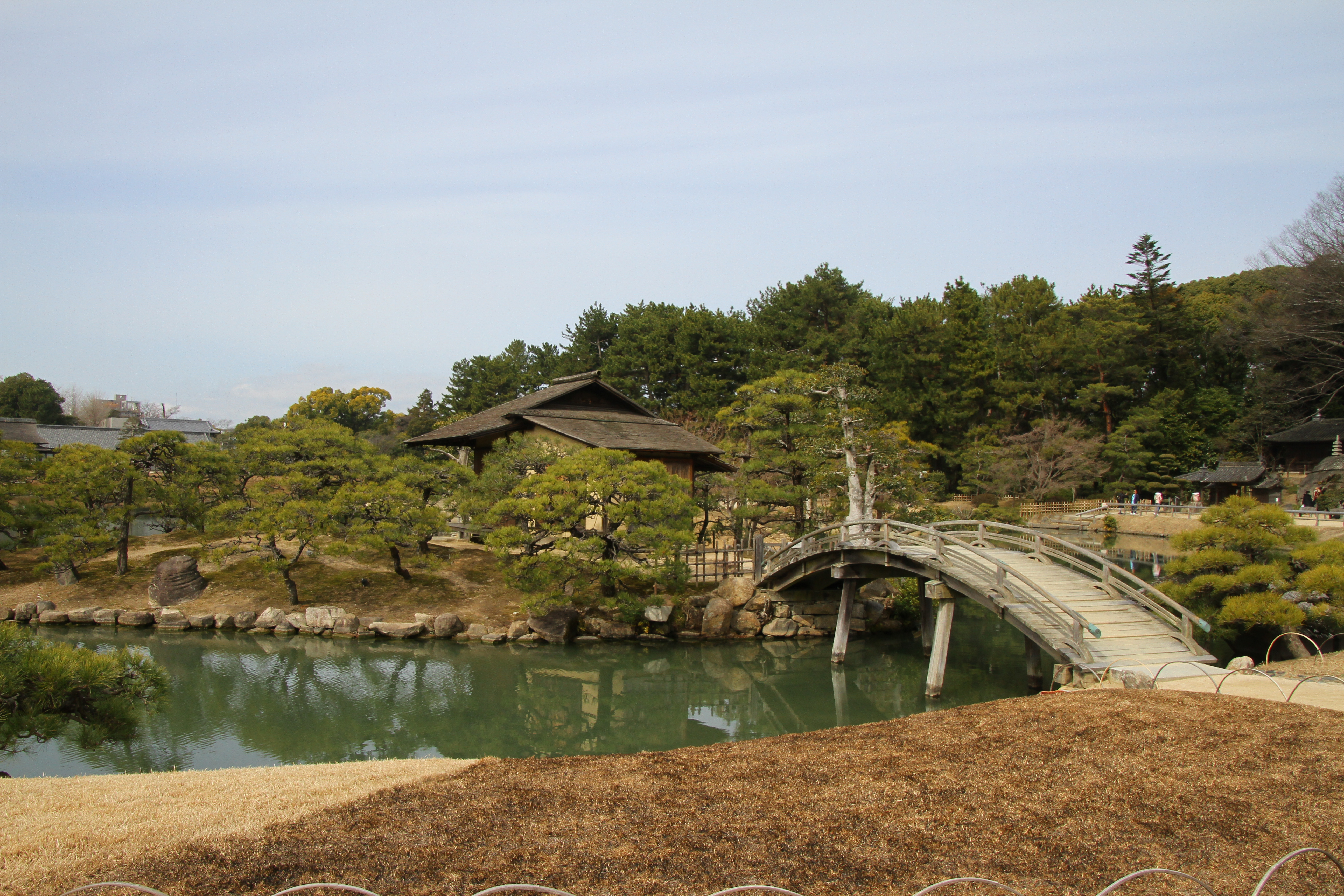
Pont.
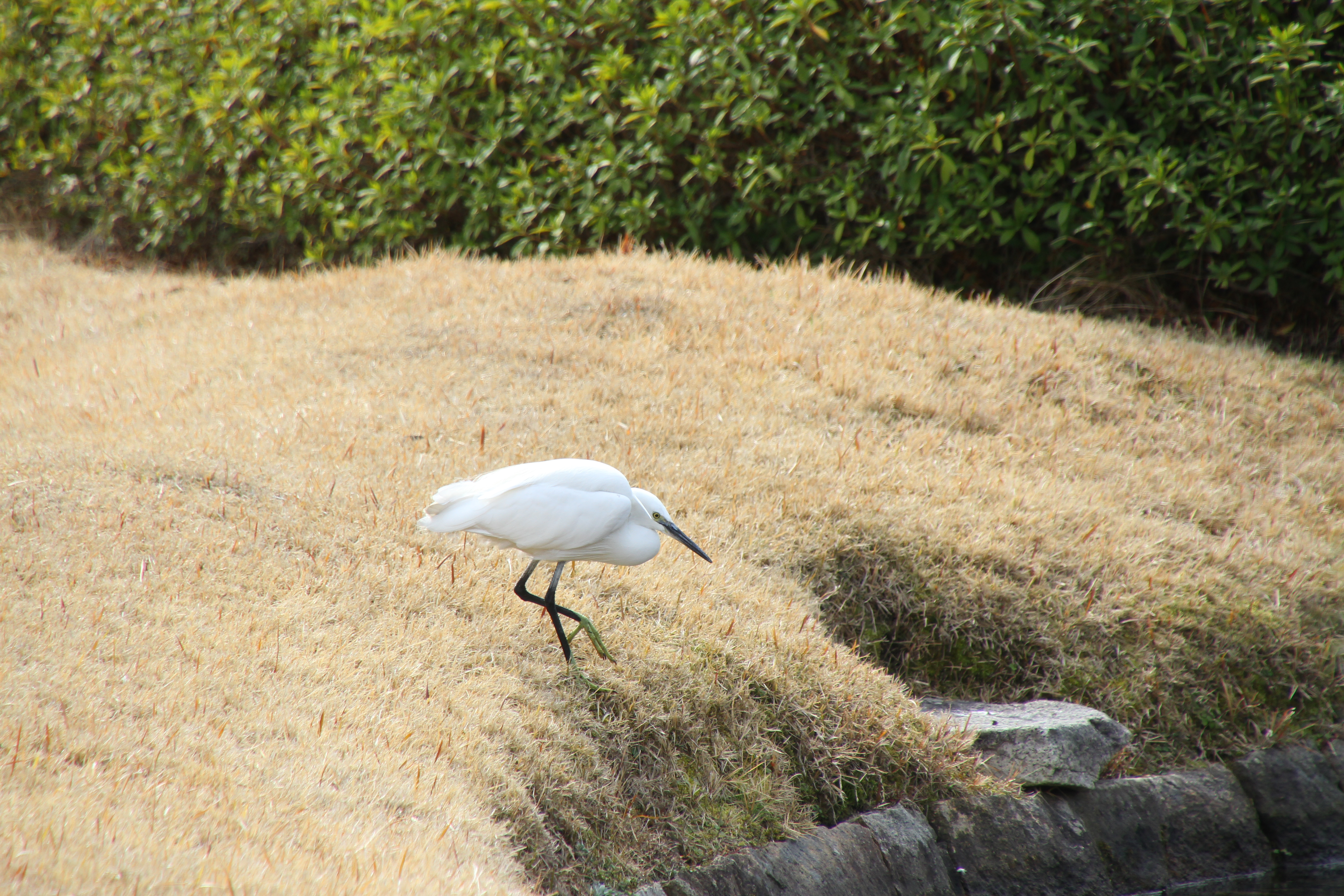
Aigrette garzette.

## Accès
Le jardin est desservi par des lignes de bus des compagnies Okaden Bus et Uno Bus.